# Khandela
Khandela è una suddivisione dell'India, classificata come municipality, di 22.475 abitanti, situata nel distretto di Sikar, nello stato federato del Rajasthan. In base al numero di abitanti la città rientra nella classe III (da 20.000 a 49.999 persone).

## Geografia fisica
La città è situata a 27° 36' 35 N e 75° 30' 51 E.

## Società

### Evoluzione demografica
Al censimento del 2001 la popolazione di Khandela assommava a 22.475 persone, delle quali 11.564 maschi e 10.911 femmine. I bambini di età inferiore o uguale ai sei anni assommavano a 4.037, dei quali 2.086 maschi e 1.951 femmine. Infine, coloro che erano in grado di saper almeno leggere e scrivere erano 12.889, dei quali 8.031 maschi e 4.858 femmine.